# Nationalpark Cát Tiên
Koordinaten: 11° 25′ N, 107° 26′ O
Der Nationalpark Cát Tiên (vietnamesisch Vườn quốc gia Cát Tiên) ist ein wichtiger Nationalpark im Süden von Vietnam, ungefähr 150 Kilometer nördlich von Ho-Chi-Minh-Stadt. Er schützt eines der größten verbleibenden Gebiete von tropischem Tieflandregenwald in Vietnam.

## Geschichte
Das Gebiet des Nationalparks Cat Tien wurde 1978 unter Schutz gestellt und bestand damals aus den beiden Teilen Nam Cat Tien und Tay Cat Tien. Cat Loc, der dritte Teil des heutigen Parks, wurde 1992 unter Schutz gestellt, nachdem dort eine Population des äußerst seltenen Java-Nashorns entdeckt wurde. Da man bereits geglaubt hatte, diese Unterart des Java-Nashornes wäre ausgestorben, brachte diese Entdeckung dem Park internationale Aufmerksamkeit. 1998 wurde aus diesen drei Teilen ein einziger Park.
Während des Vietnamkrieges wurden Teile des Gebietes mit Herbiziden wie Agent Orange besprüht. In den betroffenen Gebieten wachsen bis heute keine Bäume, sondern lediglich Bambus und Gras.

## Artenvielfalt

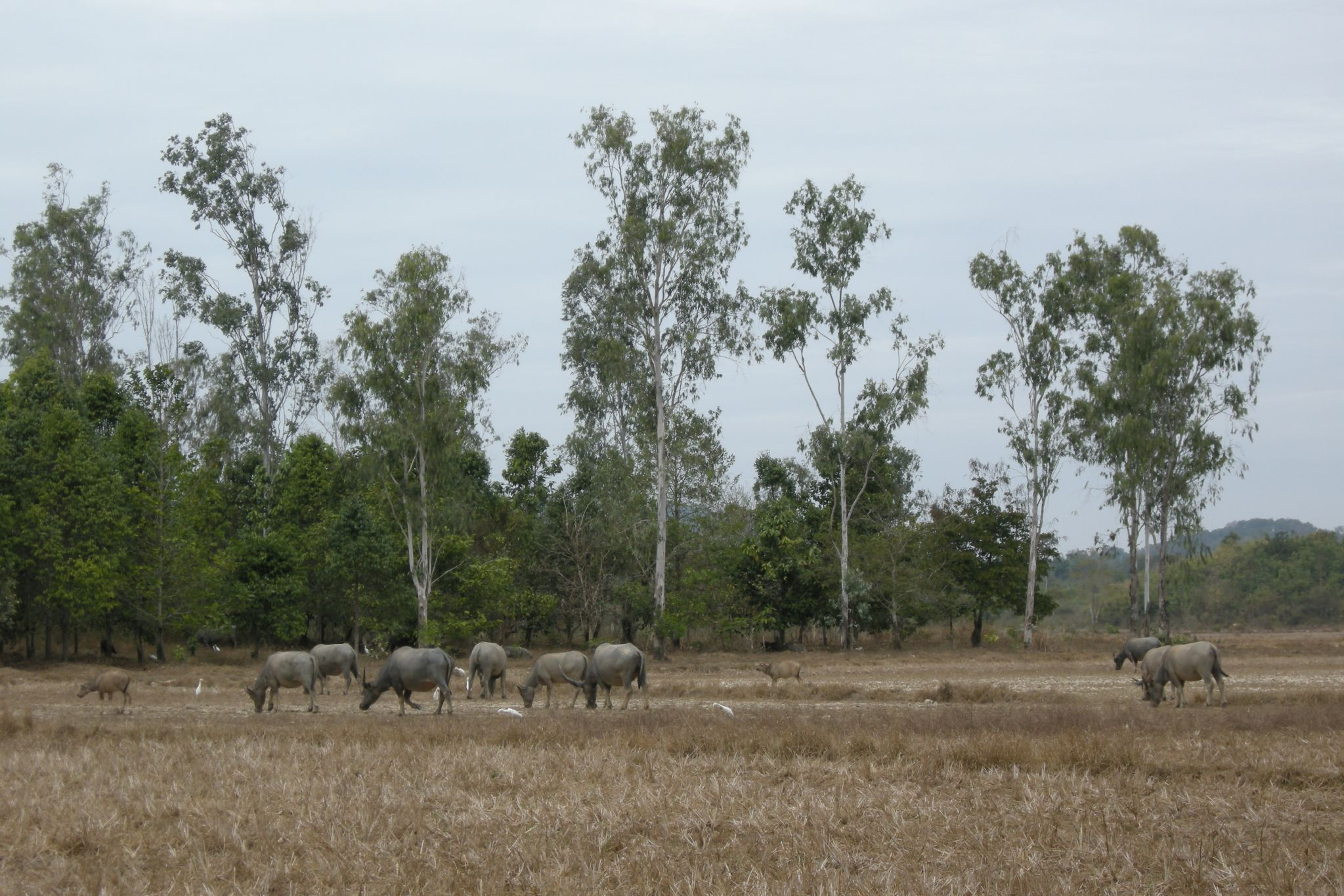
Wasserbüffel im Nationalpark Cat Tien

Ungefähr 50 Prozent des Parks sind von immergrünem Wald bedeckt, hauptsächlich von Flügelfruchtgewächsen. Weitere 40 Prozent bestehen aus Bambuswäldern, die restlichen 10 Prozent sind Ackerland, Feuchtgebiete oder von Gras bewachsen.
Die Tierwelt des Parks ist beeindruckend, aber teilweise stark bedroht. So gibt es im Park asiatische Elefanten und Malaienbären. Für den Gaur stellt das Schutzgebiet immer noch ein wichtiges Refugium dar. Im Gegensatz dazu sind der Banteng, der wilde Wasserbüffel und der Kouprey im Park ausgestorben. Das Gleiche gilt wohl auch für das stark bedrohte Java-Nashorn, welches hier mit einer von weltweit zwei Populationen vorkam. Einige Quellen nennen auch Tiger, Leoparden, Nebelparder, Rothunde sowie asiatische Schwarzbären, eine kürzlich durchgeführte Serie von Untersuchungen konnte dies allerdings nicht bestätigen.
Im Park leben viele kleinere Säugetiere, unter anderem Kleideraffen, Gelbwangen-Schopfgibbons, Javaneraffen, Schleichkatzen, Hirschferkel und Spitzhörnchen. An Vögeln leben im Park unter anderem die Weißflügelente und der Doppelhornvogel.

## Gefährdung
Cat Tien ist ein wichtiges Schutzgebiet in Vietnam. Er ist Heimat für 41 Tierarten, die auf der Roten Liste gefährdeter Arten stehen und schützt ca. 30 Prozent der in Vietnam vorkommenden Arten.
Trotzdem ist der Park durch die Ausbreitung der umliegenden Gemeinden, illegales Holzfällen und Wilderei bedroht. Außerdem ist der Park für die größeren Tierarten nicht groß genug, was zu Konflikten mit der lokalen Bevölkerung führt, wenn diese Tiere sich außerhalb des Parks bewegen. Dieses Problem trifft hauptsächlich die Elefanten des Parkes. Diese wandern gerne, außerdem ist die Population wahrscheinlich zu klein um dauerhaft bestehen zu können.
Seit den frühen 1990ern, teilweise als Folge der Entdeckung der Nashörner, haben Spender aus aller Welt und die vietnamesische Regierung begonnen, mehr Geld in den Park zu investieren.
Derzeit werden Flora und Fauna des Nationalparks vom Bau der Wasserkraftwerke Dong Nai 6 und Dong Nai 6A akut bedroht. Zum Schutz des Parks wird dafür eine Petition vorbereitet.